# Nationaal park Oostelijke Golf van Finland
Nationaal park Oostelijke Golf van Finland (Fins: Itäisen Suomenlahden kansallispuisto/ Zweeds: Östra Finska vikens nationalpark) is een nationaal park in Kymenlaakso in Finland. Het park werd opgericht in 1982 en is 6 vierkante kilometer groot. Het landschap bestaat uit rotsachtige eilandjes en kust. In het park komen veel vogels voor, waaronder grote zaagbek, kuifeend,  alk en zwarte zeekoet.